# Nybrostrand
Nybrostrand is een plaats in de gemeente Ystad, in de Zweedse provincie Skåne län en het landschap Skåne. De plaats heeft 675 inwoners (2005) en een oppervlakte van 70 hectare.